# Justin Louis
Justin Louis, född 20 februari 1967 är en kanadensisk skådespelare av portougisk börd.
Han föddes som Luis Ferreira i Terceira, Açores, Portugal. Hans föräldrar immigrerade från Portugal till Kanada när han var liten och växte upp i North York, Ontario. Louis medverkar i den kanadensiska tv-serien Durham County. Hans övriga roller inkluderar 1-800-Missing, Dawn of the Dead, 24, CSI: Miami , The Outer Limits, Star Trek: Voyager, The Marsh, och Kameleonten. Han medverkade även i filmen Saw IV i rollen som Art Blank.
Den 16 januari bekräftades det att han kommer att spela Everett Young, en av huvudrollerna i den tredje Stargate tv-serien, Stargate Universe.